# So Tough (álbum)
So Tough es el segundo álbum de estudio de la banda británica Saint Etienne. Este ha sido uno de los álbumes más aclamados en Reino Unido.

## Información del álbum
So Tough es el álbum que ha obtenido la mayor posición en el UK Albums Chart, en el puesto n.º 7. Es también uno de los más populares.
La banda, conforme con el éxito de su álbum debutante, Foxbase Alpha, comenzó a grabar nuevo material en marzo de 1992. El álbum tuvo una promoción bastante adelantada, empezando por el sencillo Join our club, lanzado como doble lado A con el sencillo People get real, de su álbum previo. La canción sirvió exclusivamente para promocionar el álbum en Europa y Estados Unidos, ya que la canción sólo venía incluida en esas ediciones de los álbumes. Por lo visto, Mario's cafe vendría siendo una de las primeras canciones en ser grabadas, debido a esto, la banda presentó la canción en un recital en París, Francia.
Más tarde, se lanzaría Avenue, el primer sencillo para promocionar el álbum en Reino Unido. El segundo sencillo, You're in a bad way, se convirtió en el nuevo éxito de la banda, al estilo la música de los años 60. El álbum saldría el 9 de marzo de 1993. Durante ese tiempo, la compilación de lados B y canciones sin álbum You Need A Mess Of Help To Stand Alone sería empacada en la edición.
Más tarde, sería la balada Hobart paving, el 3º sencillo del álbum. Su sencillo vendría en mayo, y fue lanzado como doble lado A con el sencillo Who do you think you are?, la versión de la canción de Jigsaw.
Una de las canciones en la sesión, llamada Conchita Martínez, está dedicada a Conchita Martínez, la tenista española, tras alcanzar las seminfinales del Campeonato de Wimbledon, las cuales ganaría el año siguiente.

### Otras ediciones
Las ediciones de Europa y Estados Unidos contienen el sencillo Join our club. La popularidad del sencillo Who do you think you are? y el álbum en el último, permitieron el lanzamiento de una segunda versión del álbum. Ésta incluye el sencillo.
También la edición de Estados Unidos, Europa y Japón reemplaza las versiones del álbum de You're in a bad way y Hobart paving por sus versiones de sencillo. En estas versiones, la banda abrió sesiones de grabación para incluir extra-instrumentanción en ambas canciones, siendo que por ejemplo se borra la sample de You're in a bad way y el intro de la canción es cambiado por uno diferente. También en Japón se lanzó una edición exclusiva del álbum, que además de incluir Join our club y Who do you think you are?, agrega la canción Archway people, el lado B de You're in a bad way.
So Tough es uno de los pocos álbumes lanzados en Minidisc.

### Samples
Este álbum es conocido por el constante uso de Samples o muestras, elemento previo del álbum anterior de la banda. Los samples utilizados en este álbum son constantes referencias a programas de televisión o películas. Sólo 2 de las canciones del álbum contienen una muestra de otra canción. Algunas de las canciones con las muestras son:
- Railway Jam: Usa una muestra de intro de la película de thriller psicológico Peeping Tom, seguida por un sample de la canción Golden Teardrops, de The Flamingos.[2]
- You're in a bad way: Ocupa un diálogo de la película Billy Liar.[3]
- Clock milk: Éste es un collage de muestras. Entre una de ellas, se ocupa el sonido de un despertador infantil japonés.[4]
- Conchita Martínez: La canción ocupa en el intro una muestra del solo de guitarra del éxito de la banda canadiense Rush, The spirit of radio.[5]
- No rainbows for me: El intro de la canción tiene un mensaje de la película El señor de las moscas.
- Here come clown feet: Este tema contiene un diálogo de la serie de telerrealidad británica The Family.[6]
- Chicken soup: Aquí hay un diálogo entre Gerald M. Jaffe y Celina Nash, dos contribuyentes a los trabajos de la banda. Por ejemplo, Celina Nash es la mujer con el cartel en la carátula de Foxbase Alpha.[7]

## Pistas del álbum
| #   | Título               | Duración | Escritores                                            | Productores   |
| --- | -------------------- | -------- | ----------------------------------------------------- | ------------- |
| 1.  | Mario's Cafe         | - 4:38   | Bob Stanley / Pete Wiggs                              | Saint Etienne |
| 2.  | Railway jam          | - 4:14   | Bob Stanley / Pete Wiggs                              | Saint Etienne |
| 3.  | Date with Spelman    | - 0:18   | Bob Stanley / Pete Wiggs                              | Saint Etienne |
| 4.  | Calico               | - 5:12   | Bob Stanley / Pete Wiggs / Tatiana Mais               | Saint Etienne |
| 5.  | Avenue               | - 7:40   | Bob Stanley / Pete Wiggs / Sarah Cracknell / Ian Catt | Saint Etienne |
| 6.  | You're in a bad way  | - 2:43   | Bob Stanley / Pete Wiggs / Sarah Cracknell            | Saint Etienne |
| 7.  | Memo to Pricey       | - 0:23   | Bob Stanley / Pete Wiggs                              | Saint Etienne |
| 8.  | Hobart paving        | - 5:03   | Bob Stanley / Pete Wiggs                              | Saint Etienne |
| 9.  | Leafhound            | - 4:05   | Bob Stanley / Pete Wiggs                              | Saint Etienne |
| 10. | Clock milk           | - 0:14   | Bob Stanley / Pete Wiggs                              | Saint Etienne |
| 11. | Conchita Martínez    | - 4:02   | Bob Stanley / Pete Wiggs                              | Saint Etienne |
| 12. | No rainbows for me   | - 3:56   | Bob Stanley / Pete Wiggs                              | Saint Etienne |
| 13. | Here come clown feet | - 0:22   | Bob Stanley / Pete Wiggs                              | Saint Etienne |
| 14. | Junk the morgue      | - 5:12   | Bob Stanley / Pete Wiggs                              | Saint Etienne |
| 15. | Chicken soup         | - 0:20   | Bob Stanley / Pete Wiggs                              | Saint Etienne |

### Pistas adicionales

#### 1º lanzamientoestadounidense/ Versión europea del álbum
| #   | Título                               | Duración | Escritores                                 | Productores   |
| --- | ------------------------------------ | -------- | ------------------------------------------ | ------------- |
| 6.  | You're in a bad way (Single Version) | - 3:08   | Bob Stanley / Pete Wiggs / Sarah Cracknell | Saint Etienne |
| 8.  | Hobart paving (Single Version)       | - 4:54   | Bob Stanley / Pete Wiggs                   | Saint Etienne |
| 16. | Join our club                        | - 3:20   | Bob Stanley / Pete Wiggs                   | Saint Etienne |

#### 2º lanzamiento estadounidense del álbum
| #   | Título                    | Duración | Escritores             | Productores   |
| --- | ------------------------- | -------- | ---------------------- | ------------- |
| 17. | Who do you think you are? | - 3:49   | Des Dyer / Clive Scott | Saint Etienne |

#### Ediciónjaponesadel álbum
| #   | Título                               | Duración | Escritores                                 | Productores   |
| --- | ------------------------------------ | -------- | ------------------------------------------ | ------------- |
| 6.  | You're in a bad way (Single Version) | - 3:08   | Bob Stanley / Pete Wiggs / Sarah Cracknell | Saint Etienne |
| 8.  | Hobart paving (Single Version)       | - 4:54   | Bob Stanley / Pete Wiggs                   | Saint Etienne |
| 16. | Join our club                        | - 3:20   | Bob Stanley / Pete Wiggs                   | Saint Etienne |
| 17. | Who do you think you are?            | - 3:49   | Des Dyer / Clive Scott                     | Saint Etienne |
| 18. | Archway people                       | - 3:26   | Bob Stanley / Pete Wiggs                   | Saint Etienne |

### Pistas del CD bonus de la edición limitada *
| #   | Título                              | Duración | Escritores                              | Productores   |
| --- | ----------------------------------- | -------- | --------------------------------------- | ------------- |
| 1.  | Who do you think you are?           | - 3:49   | Des Dyer / Clive Scott                  | Saint Etienne |
| 2.  | Archway people                      | - 3:26   | Bob Stanley / Pete Wiggs                | Saint Etienne |
| 3.  | California snow story               | - 4:21   | Bob Stanley / Pete Wiggs                | Saint Etienne |
| 4.  | Kiss and make up (Extended Version) | - 6:19   | The Field Mice                          | Saint Etienne |
| 5.  | Duke Duvet                          | - 3:13   | Bob Stanley / Pete Wiggs                | Saint Etienne |
| 6.  | Filthy                              | - 5:31   | Bob Stanley / Pete Wiggs / Tatiana Mais | Saint Etienne |
| 7.  | Join our club                       | - 3:20   | Bob Stanley / Pete Wiggs                | Saint Etienne |
| 8.  | Paper                               | - 4:09   | Sarah Cracknell / Maurice Deebank       | Saint Etienne |
| 9.  | People get real                     | - 4:43   | Bob Stanley / Pete Wiggs                | Saint Etienne |
| 10. | Some place else                     | - 3:42   | Bob Stanley / Pete Wiggs                | Saint Etienne |
| 11. | Speedwell                           | - 6:32   | Bob Stanley / Pete Wiggs                | Saint Etienne |

- *= El disco bonus sería lanzado en octubre de 1993, con el nombre de You Need A Mess Of Help To Stand Alone.

## Sesiones de grabación

### Lados B y canciones de compilaciones
Aquí se muestra una lista de canciones de la sesión de grabación del álbum que salieron como lado B de los sencillos del álbum (se incluyen lados B aparecidos en el álbum), y de canciones grabadas en la sesión que fueron lanzadas en compilaciones de la banda.
| Título                               | Duración | Escritores                            | Productores   | Origen y aparición: |
| ------------------------------------ | -------- | ------------------------------------- | ------------- | --- |
| Your head my voice (Voix revirement) | 4:12     | Bob Stanley / Pete Wiggs / Aphex Twin | Saint Etienne | - Esta canción está hecha a partir de un remix de Hobart paving. - Incluido como lado B de este sencillo.                                                                           |
| Who do you think you are?            | 3:49     | Des Dyer / Clive Scott                | Saint Etienne | - Cover de la canción del grupo Jigsaw. - Lanzado como sencillo de doble lado A, junto con Hobart paving. - Incluido como bonus track del álbum, versión de Japón y Estados Unidos. |
| Join our club                        | 3:20     | Bob Stanley / Pete Wiggs              | Saint Etienne | - Lanzado como sencillo de doble lado A, junto con People get real. - Incluido como bonus track del álbum, versión de Japón, Europa y Estados Unidos.                               |
| Some place else                      | 3:42     | Bob Stanley / Pete Wiggs              | Saint Etienne | - Incluido como lado B del sencillo Avenue. |
| Duke Duvet                           | 3:13     | Bob Stanley / Pete Wiggs              | Saint Etienne | - Incluido como lado B del sencillo You're in a bad way. |
| Archway people                       | 3:26     | Bob Stanley / Pete Wiggs              | Saint Etienne | - Incluido como bonus track del álbum en Japón. - Incluido como lado B del sencillo You're in a bad way.                                                                            |
| Paper                                | 4:09     | Sarah Cracknell / Maurice Deebank     | Saint Etienne | - Incluido como lado B del sencillo Avenue. |
| Johnny in the Echo Cafe              | 3:59     | Bob Stanley / Pete Wiggs              | Saint Etienne | - Incluido como lado B del sencillo Avenue. |
| California snow story                | 4:21     | Bob Stanley / Pete Wiggs              | Saint Etienne | - Incluido como lado B del sencillo You're in a bad way. |
| Stranger in paradise                 | 4:09     | Tony Bennett                          | Saint Etienne | - Canción grabada en las sesiones del álbum. - Incluida en la colección Ruby trax - The NME's roaring forty .                                                                       |
| Fake '88                             | 5:02     | Bob Stanley / Pete Wiggs              | Saint Etienne | - Canción grabada en las sesiones del álbum. - Incluida en la colección Volume 6.                                                                                                   |

### Canciones rechazadas
La siguiente lista tiene canciones que fueron grabadas en las sesiones, pero que no hicieron el camino final al álbum o no pasaron la etapa de demo.
| Título             | Duración | Escritores               | Productores   | Origen y aparición: |
| ------------------ | -------- | ------------------------ | ------------- | --- |
| Flight to Tashkent | 2:48     | Bob Stanley / Pete Wiggs | Saint Etienne | - Canción grabada en las sesiones del álbum. - Su lírica en sí relata los momentos de terror de un pasajero en un avión que al final de la canción se estrella. - Lanzado en el álbum compilatorio para Lovers Unite, I Love To Paint. |
| Think twice        | 3:04     | Bob Stanley / Pete Wiggs | Saint Etienne | - Canción grabada en las sesiones del álbum, exclusivamente considerada para ser lanzada en sencillo de doble lado A junto a Hobart paving. - Lanzado en el álbum compilatorio para Lovers Unite, I Love To Paint.                     |